# Joe Gibbs (producteur)
Pour les articles homonymes, voir Joe Gibbs et Gibbs.
Joe Gibbs (né Joel A. Gibson le 14 octobre 1942 ou en 1945 à Montego Bay, Jamaïque et mort d'une crise cardiaque le 21 février 2008) est un producteur de reggae jamaïcain.

## Biographie
Il a travaillé avec Lee Perry pendant quelque temps, mais la collaboration s'est mal terminée. Le morceau "People funny boy" (par Lee "Scratch" Perry) lui est dédié.

## Discographie
- Joe Gibbs - African Dub All-Mighty - 1975
- Joe Gibbs - African Dub Chapter 1 & 2 - 1975-1976
- Joe Gibbs - African Dub Chapter 2 - 1976
- Joe Gibbs - State Of Emergency - 1976
- Joe Gibbs - African Dub All-Mighty Chapter 3 - 1978
- Joe Gibbs - African Dub Chapter 3 & 4 - 1978-1979
- Joe Gibbs & Professionals - African Dub Chapter 4 - 1979
- Joe Gibbs - Majestic Dub - 1979
- Joe Gibbs Family - Wish You A Merry Rockers Christmas - 1979
- Joe Gibbs - Rockers Carnival - 1980
- Joe Gibbs - Reggae Christmas - 1982
- Joe Gibbs - African Dub Chapter 5 - 1984

### Compilations
- Artistes divers - Reggae Masterpiece Vol 01 - 1978 - Joe Gibbs
- Artistes divers - Irie Reggae Hits - 1979 - Joe Gibbs
- Artistes divers - Top Ranking DJ Session - 1979 - Joe Gibbs
- Artistes divers - Shining Stars - 1983 - Joe Gibbs
- Artistes divers - Best Of Vintage - Joe Gibbs
- Artistes divers - Explosive Rock Steady - 1967-1973 - Heartbeat Records (1991)
- Artistes divers - The Mighty Two (en) - Heartbeat Records (1992)
- Joe Gibbs & Amis - The Reggae train 1968-1971 - Trojan Records (1988)
- Artistes divers - Love Of The Common People 1967-1979 - Trojan Records (2000)
- Artistes divers - Uptown Top Ranking - 1970-1978 - Trojan Records (1998)
- Joe Gibbs & The Professionals feat. Errol Thompson - No Bones For The Dogs 1974-1979 - Pressure Sounds (en) (2002)
- Artistes divers - Joe Gibbs Productions - Soul Jazz Records (2003)
- Artistes divers - Joe Gibbs Original DJ Classics - Rocky One
- Artistes divers - Joe Gibbs Original DJ Classics Vol 02 - Rocky One
- Artistes divers - Joe Gibbs Original DJ Classics Vol 03 - Rocky One
- Artistes divers - Joe Gibbs Revive 45's Vol 01 - Rocky One
- Artistes divers - Joe Gibbs Revive 45's Vol 02 - Rocky One
- Artistes divers - Spotlight On Reggae Vol 01 - Rocky One
- Artistes divers - Spotlight On Reggae Vol 02 - Rocky One
- Artistes divers - Spotlight On Reggae Vol 03 - Rocky One
- Artistes divers - Spotlight On Reggae Vol 04 - Rocky One
- Artistes divers - Spotlight On Reggae Vol 06 - Rocky One
- Artistes divers - Spotlight On Reggae Vol 07 - Rocky One